# Halbendorf/Spree
Halbendorf/Spree, obersorbisch Połpicaⓘ, ist ein Ort im Nordosten des Landkreises Bautzen in Ostsachsen und gehört seit 2013 zur Gemeinde Malschwitz. Der Ort liegt im Tiefland der Oberlausitz – inmitten der Oberlausitzer Heide- und Teichlandschaft – und zählt zum Siedlungsgebiet der Sorben.

## Geografie

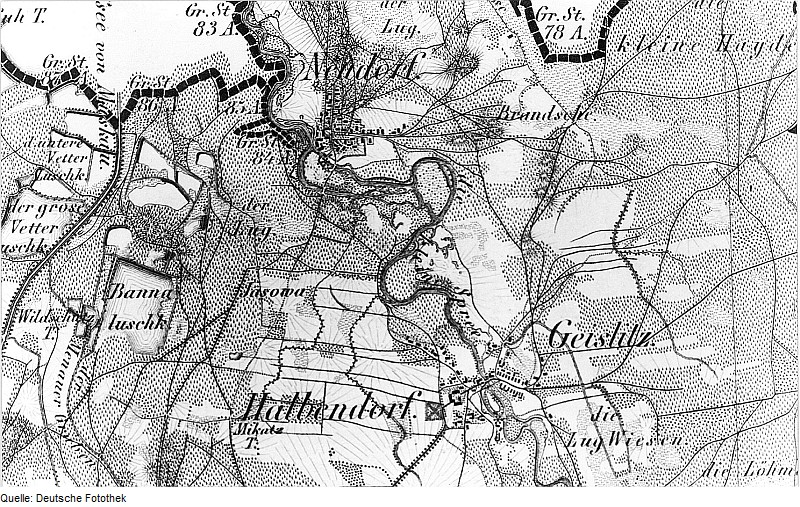
Halbendorf und Geißlitz mit Umgebung, Karte von 1844

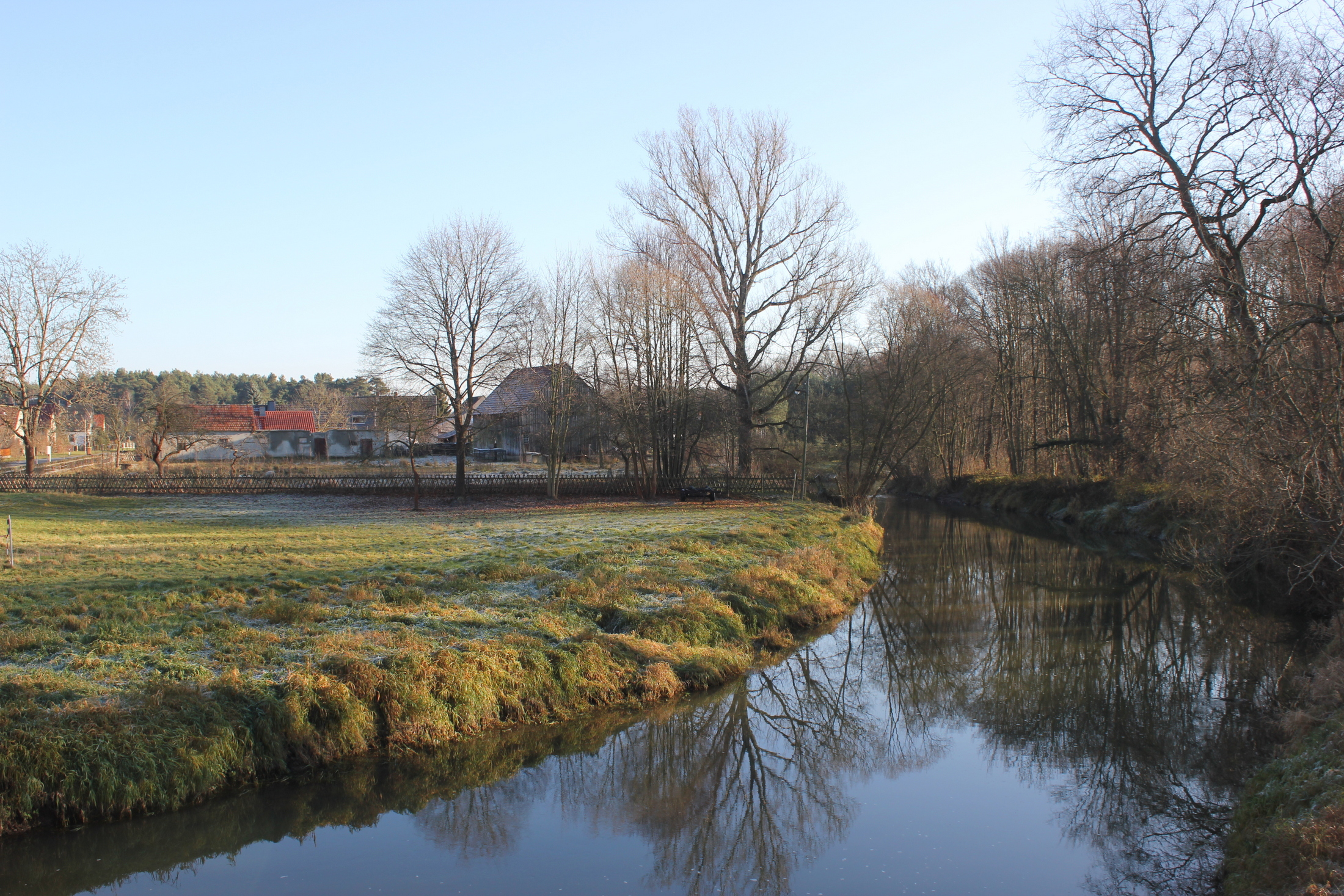
Die Spree in Halbendorf

Halbendorf befindet sich etwa 20 Kilometer nordöstlich der Großen Kreisstadt Bautzen inmitten der Oberlausitzer Heide- und Teichlandschaft. Der Ort liegt beiderseits der Spree, wobei sich das eigentliche Halbendorf westlich, das ehemals eigenständige Dorf Geißlitz sich dagegen östlich des Flusses befindet. Der mittlerweile zusammengewachsene Ort ist auf allen Seiten umgeben von dichten Wäldern. Im Norden befindet sich das Nachbardorf Neudorf/Spree und im Süden Lömischau, während sich die Wälder im Osten über sieben Kilometer bis nach Förstgen im Landkreis Görlitz erstrecken. Ober- und unterhalb von Halbendorf erinnern noch Altarme an den ursprünglichen mäandrierenden Verlauf der Spree. Einige von ihnen wurden seit 2018 wiederhergestellt.
Nach der Siedlungsanlage ist das alte Halbendorf auf dem linken Spreeufer eine Gutssiedlung, Geißlitz auf der rechten Flussseite dagegen ein Straßenangerdorf.

## Geschichte

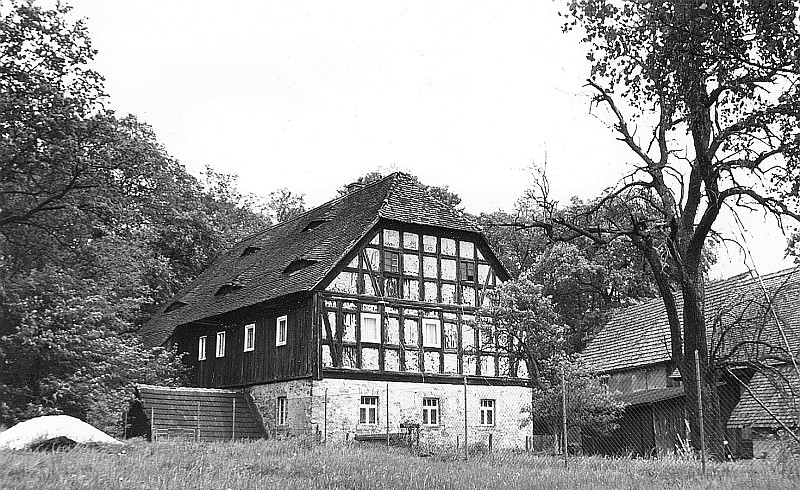
Die Halbendorfer Mühle, erbaut 1830

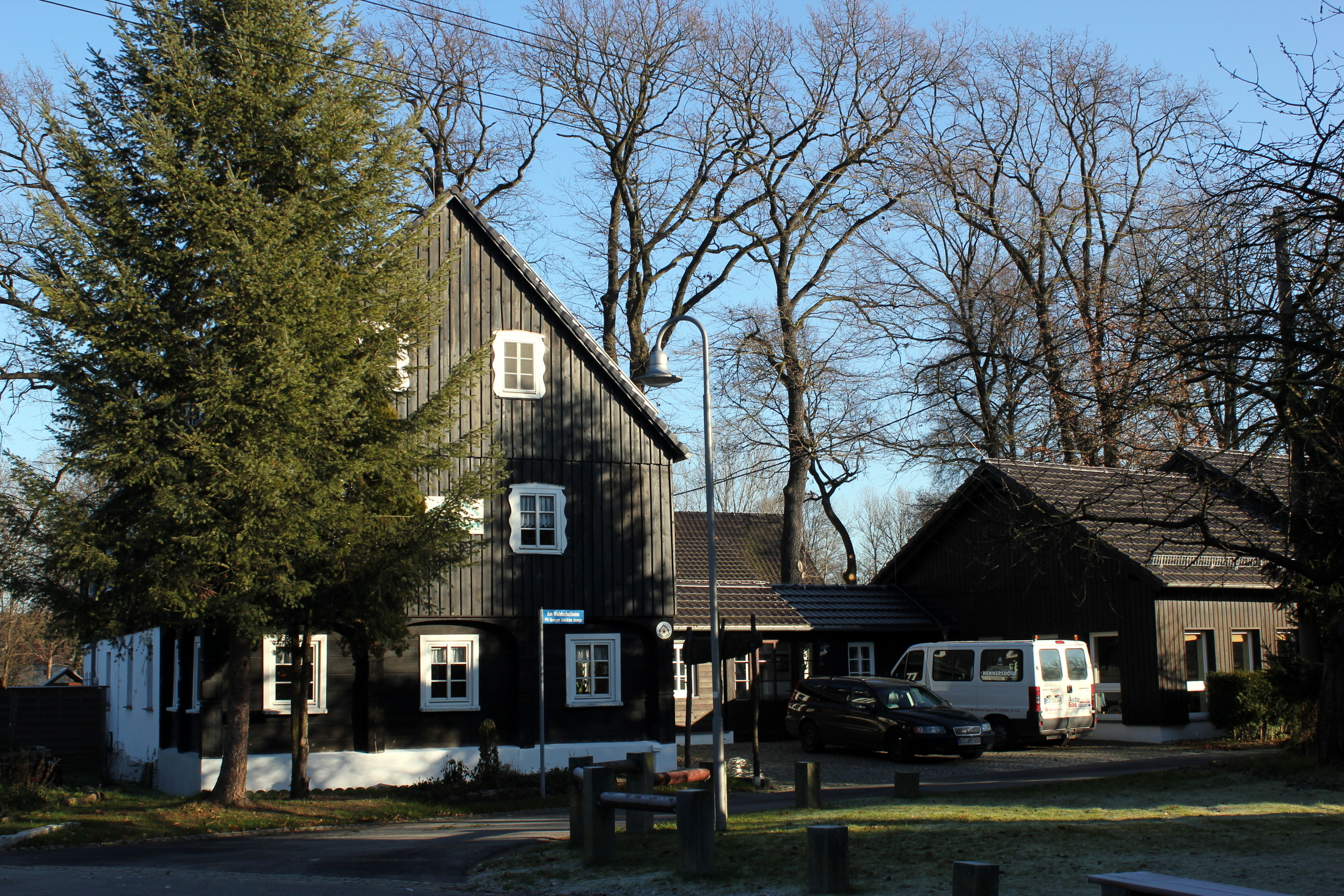
Das Halbendorfer Waldschulheim

Der Ort wurde erstmals 1374 als Halbindorff erwähnt. Vier Jahre zuvor war der Ortsteil Geißlitz erstmals als Gyselicz erwähnt worden. Bis ins 19. Jahrhundert stand Halbendorf unter der Grundherrschaft des hiesigen Rittergutes, Geißlitz dagegen unter jener des Rittergutes Zimpel. Dadurch bedingt verlief bis nach 1800 die Kreisgrenze zwischen Görlitz und Bautzen entlang der Spree mitten durch den heutigen Ort. Mit der Teilung des Königreiches Sachsen im Jahr 1815 verlief fortan bis 1945 die sächsisch-preußische Grenze östlich von Halbendorf, wovon noch die Grenzsteine Nummer 74 zeugen.
Bis zum 1. Juni 1977 war Halbendorf eine eigenständige Landgemeinde; dann wurde es ins benachbarte Neudorf eingemeindet. Mit der Gemeindegebietsreform 1994 kamen Neudorf und Halbendorf zur Gemeinde Guttau. Zum 1. Januar 2013 wurde Guttau nach Malschwitz eingegliedert.

## Bevölkerung
Im Jahr 1890 hatte Halbendorf lediglich 81, Geißlitz hingegen 109 Einwohner. Für seine Statistik über die sorbische Bevölkerung der Lausitz ermittelte Arnošt Muka einige Jahre zuvor für beide Orte zusammen eine Bevölkerungszahl von 243 Einwohnern; davon waren 238 Sorben (98 %) und fünf Deutsche. 1956 lag der sorbischsprachige Bevölkerungsanteil in der Gemeinde noch bei 71,3 %. Seither ist er weiter stark zurückgegangen.
Die Bevölkerungszahl der beiden Orte stieg bis 1963 auf 336 Einwohner an; seitdem ist sie wieder deutlich gesunken, besonders nach 1990.
Halbendorf und Geißlitz sind seit der Reformation in der Lausitz evangelisch-lutherisch geprägt und mindestens seit 1614 nach Klix gepfarrt. Halbendorf selbst verfügt über eine kleine, 1952 geweihte Kirche. Die letzten Zahlen zur Religionszugehörigkeit stammen von 1925. Damals waren alle Einwohner evangelisch-lutherischer Konfession.

## Infrastruktur
Halbendorf liegt an der Kreisstraße von Neudorf nach Guttau, etwa sieben Kilometer von der Staatsstraße 109 (Bautzen–Niesky) und vier Kilometer von der Bundesstraße 156 (Bautzen–Weißwasser) entfernt. Die nächste Anschlussstelle der Bundesautobahn 4 (Dresden–Wrocław), Bautzen-Ost, befindet sich 16 Kilometer südlich.
Der Fernwanderweg Lausitzer Schlange und der Spreeradweg führen durch Halbendorf. Im Ort besteht seit 1928 das Waldschulheim Halbendorf mit 88 Betten.